# Греннан, Майк
Майк Гре́ннан (англ. Mike Grennan; 29 ноября 1950 — 12 мая 2009) — американский кёрлингист.
В составе мужской сборной США участник чемпионата мира 1988 (заняли десятое место). Чемпион США среди мужчин.
Играл на позиции первого.

## Достижения
- Чемпионат США по кёрлингу среди мужчин: золото (1988).

## Команды
| Сезон   | Четвёртый | Третий        | Второй          | Первый       | Запасной | Турниры                         |
| ------- | --------- | ------------- | --------------- | ------------ | -------- | ------------------------------- |
| 1987—88 | Даг Джонс | Бард Нордлунд | Мерфи Томлинсон | Майк Греннан |          | ЧСШАМ 1988 · ЧМ 1988 (10 место) |

(скипы выделены полужирным шрифтом)